# Limnophila mitoceroides
Limnophila mitoceroides là một loài ruồi trong họ Limoniidae. Chúng phân bố ở miền Australasia.